# Nepterotaea obliviscata
Nepterotaea obliviscata là một loài bướm đêm trong họ Geometridae.